# Bossen en kalkgraslanden van Haspengouw

Bossen en kalkgraslanden van Haspengouw is een Natura 2000-gebied (habitatrichtlijngebied BE2200038)  in Vlaanderen. Dit gebied strekt zich uit over de provincies Limburg en Vlaams-Brabant in Droog Haspengouw, Vochtig Haspengouw en het Hageland. Het landschap bestaat uit grote bossen omgeven door soortenrijke graslanden, het bocagelandschap met kalkrijke graslanden en de soms snelstromende beken met een bijzondere visfauna.
Er komen veertien Europees beschermde habitats voor: blauwgraslanden, droge kalkgraslanden en struweel op kalkbodem, eiken-beukenbossen op zure bodems, essen-eikenbossen zonder wilde hyacint, glanshaver- en grote vossenstaartgraslanden, heischrale graslanden en soortenrijke graslanden van zure bodems, kalkmoeras, kalktufbronnen met tufsteenformatie, niet voor het publiek opengestelde grotten, valleibossen, elzenbroekbossen en zachthoutooibossen, voedselrijke, gebufferde wateren met rijke waterplantvegetatie, voedselrijke, soortenrijke ruigtes langs waterlopen en boszomen.
Er komen ook dertien Europees beschermde soorten voor: Bechsteins vleermuis, bittervoorn,  Brandts vleermuis, franjestaart, gewone grootoorvleermuis, grijze grootoorvleermuis, ingekorven vleermuis, kamsalamander, laatvlieger, meervleermuis, rosse vleermuisvliegend hert, watervleermuis, zeggenkorfslak. Ook de eikelmuis, de oehoe en de wielewaal  zijn in de bossen aanwezig. De kalkrijke graslanden herbergen soorten als vroedmeesterpad, mannetjesorchis, klaverblauwtje, karwijselie en de talrijke wasplaten.

Gebieden die deel uitmaken van het Natura 2000-gebied zijn onder andere: Klein en Groot Begijnbos, Mombeekvallei in Wimmertingen, Mierhoopbos, Mielenbos, Galgenbos, Provinciaal Domein Nieuwenhoven (Nieuwenhovenbos), Nietelbroeken-Merlemont, De Kluis, Jongenbos, Zuurbemde, Groothofveld, Velpevallei, Groot Gasthuisbos, Herkwinning-Kolmont, middenloop Mombeekvallei in Zammelen, bossen van Hardelingen en Hardelingenbeek, Steenbroek, Vilsterbron, Bollenberg-Nerem, Mettekoven, Overbroek-Egoven, Manshovenbos, Magneebos, Zalenberg, mergelkuilen van Vechmaal, Keiberg-Leerbeek, Hasselbos, Kluis van Vrijhem, Wijngaardbossen, vallei van de Sint-Annabeek, Bellevuebos, Meertsheuvel, Het Vinne in Zoutleeuw, Heerbroek, Zwartaardebos-Duras, Gorsem.

## Afbeeldingen

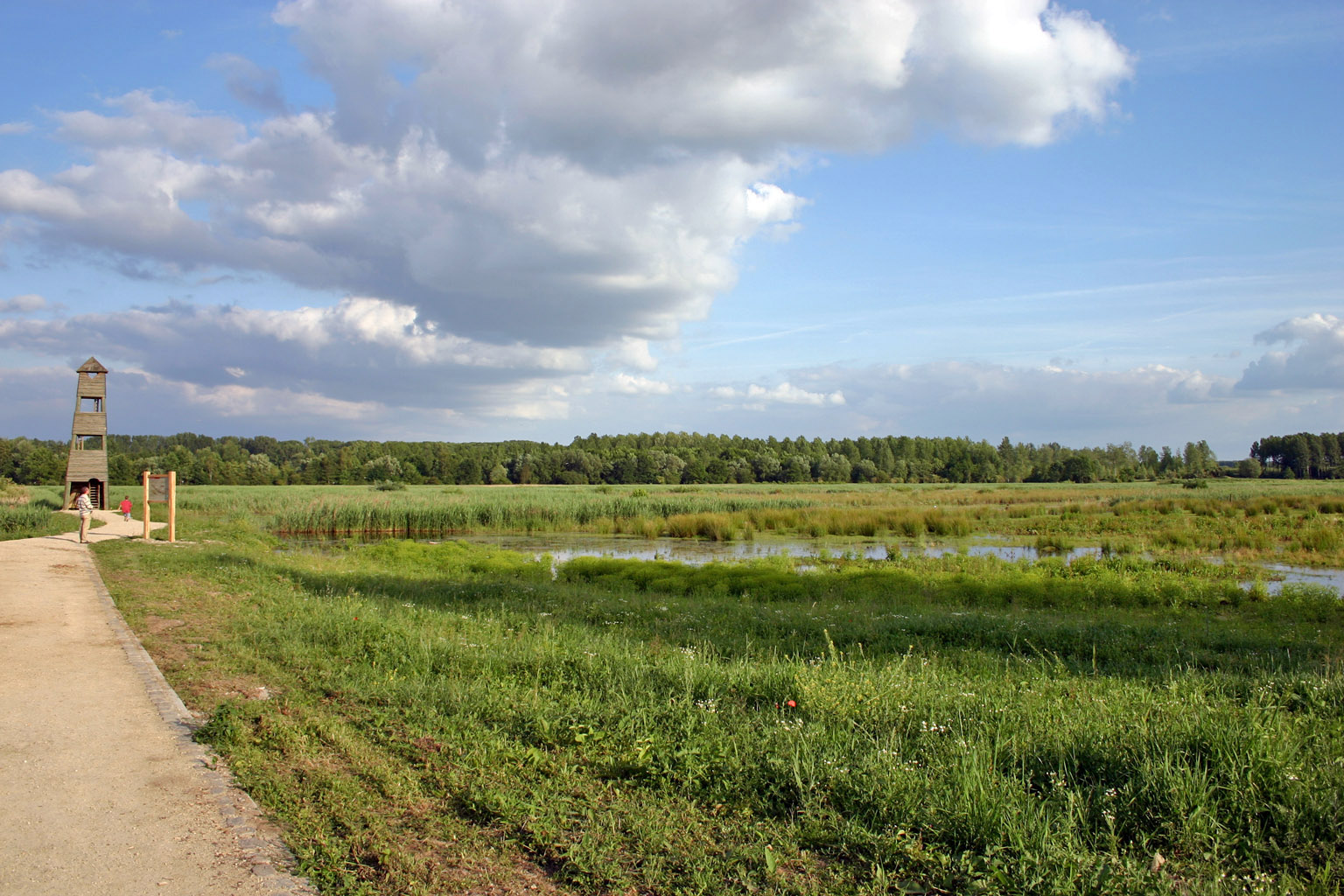
Het Vinne
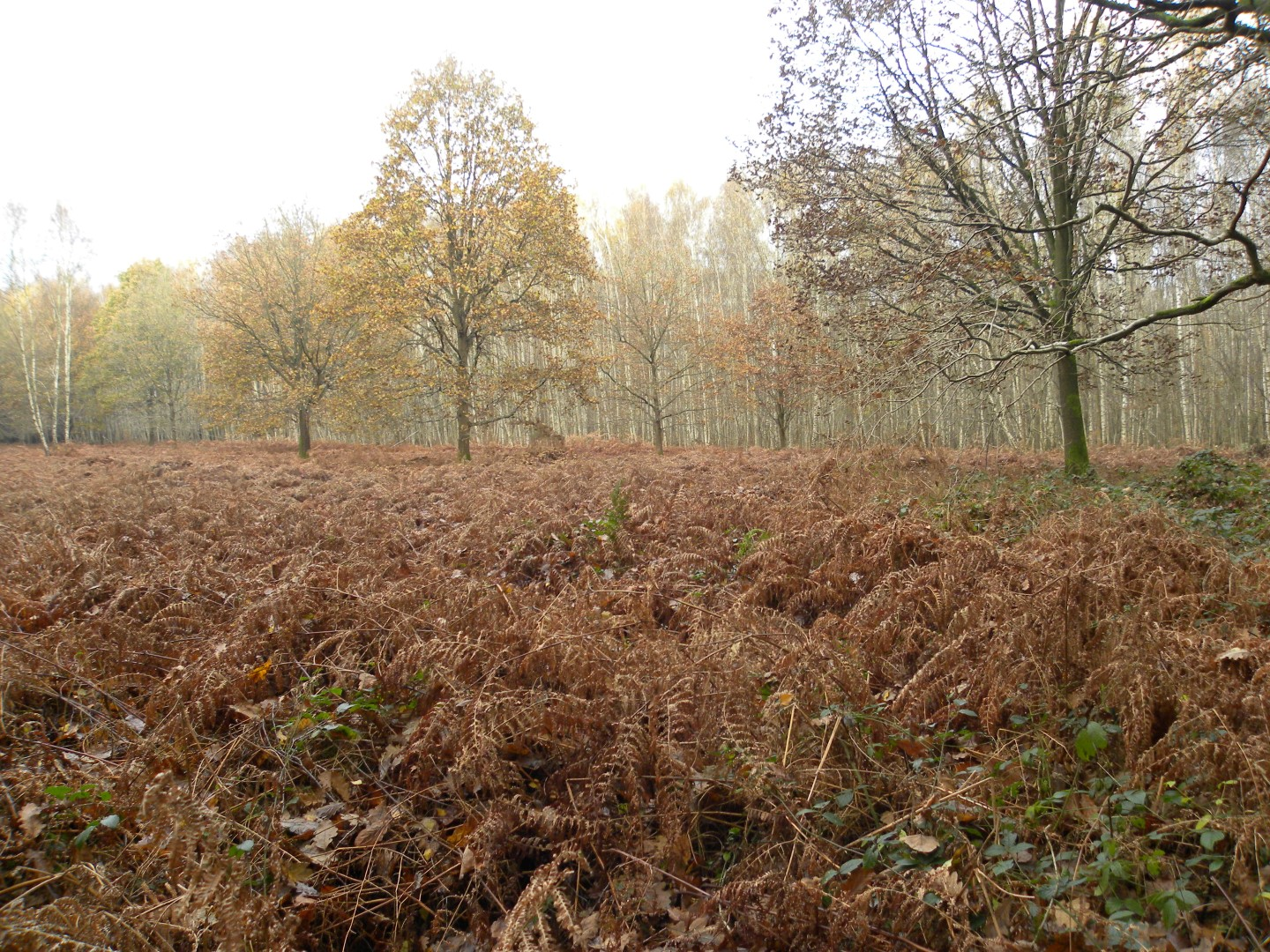
Mierhoopbos
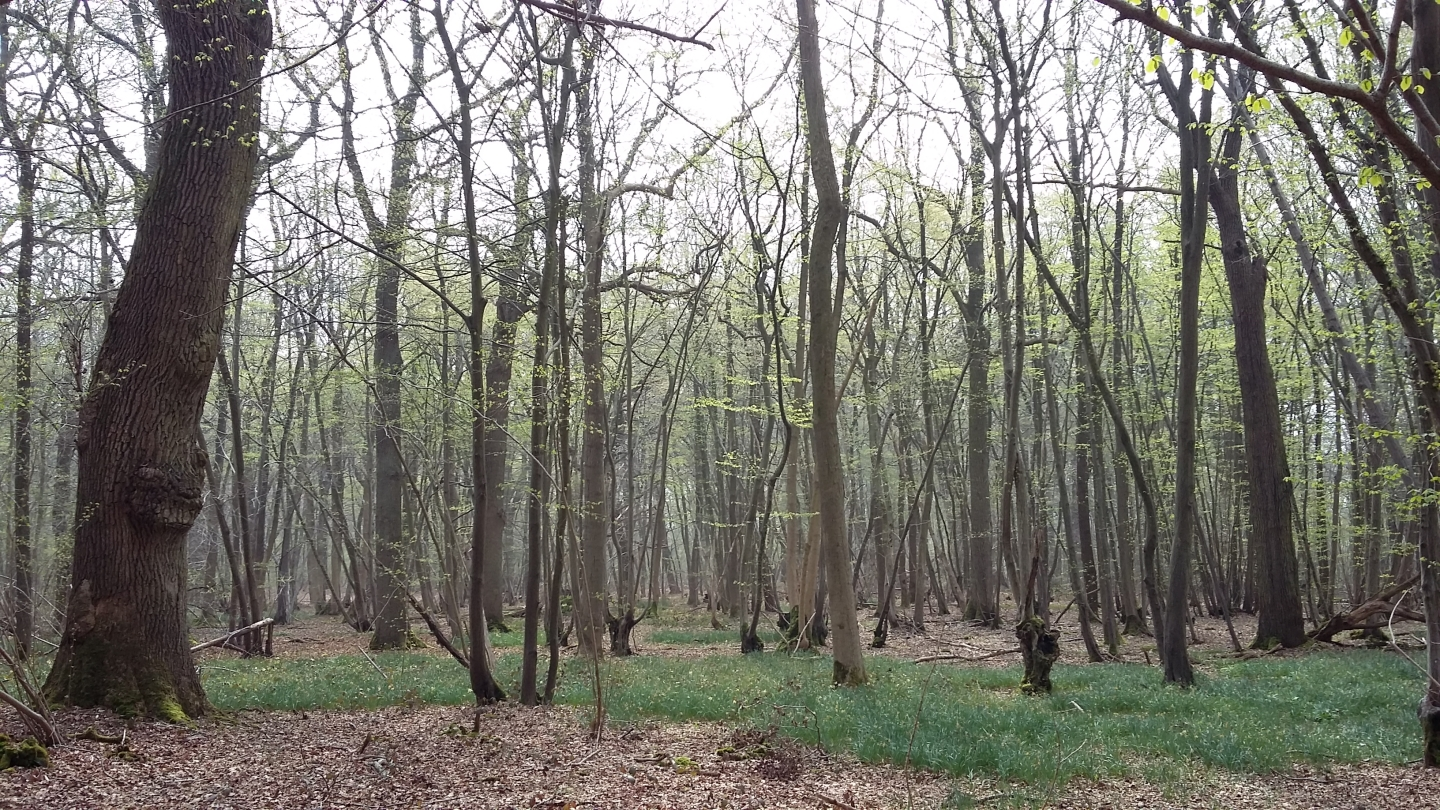
Provinciaal Domein Nieuwenhoven
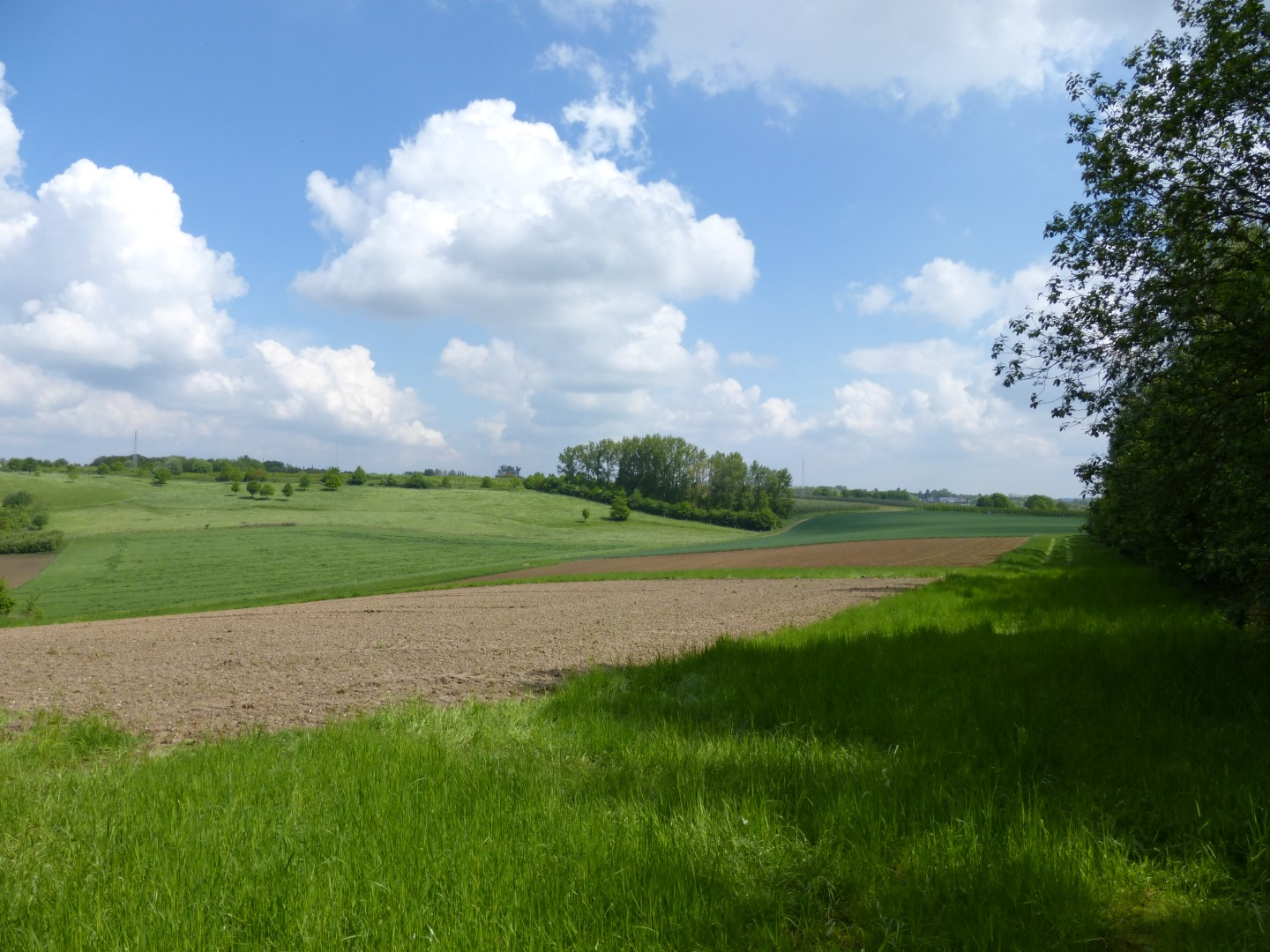
Manshovenbos
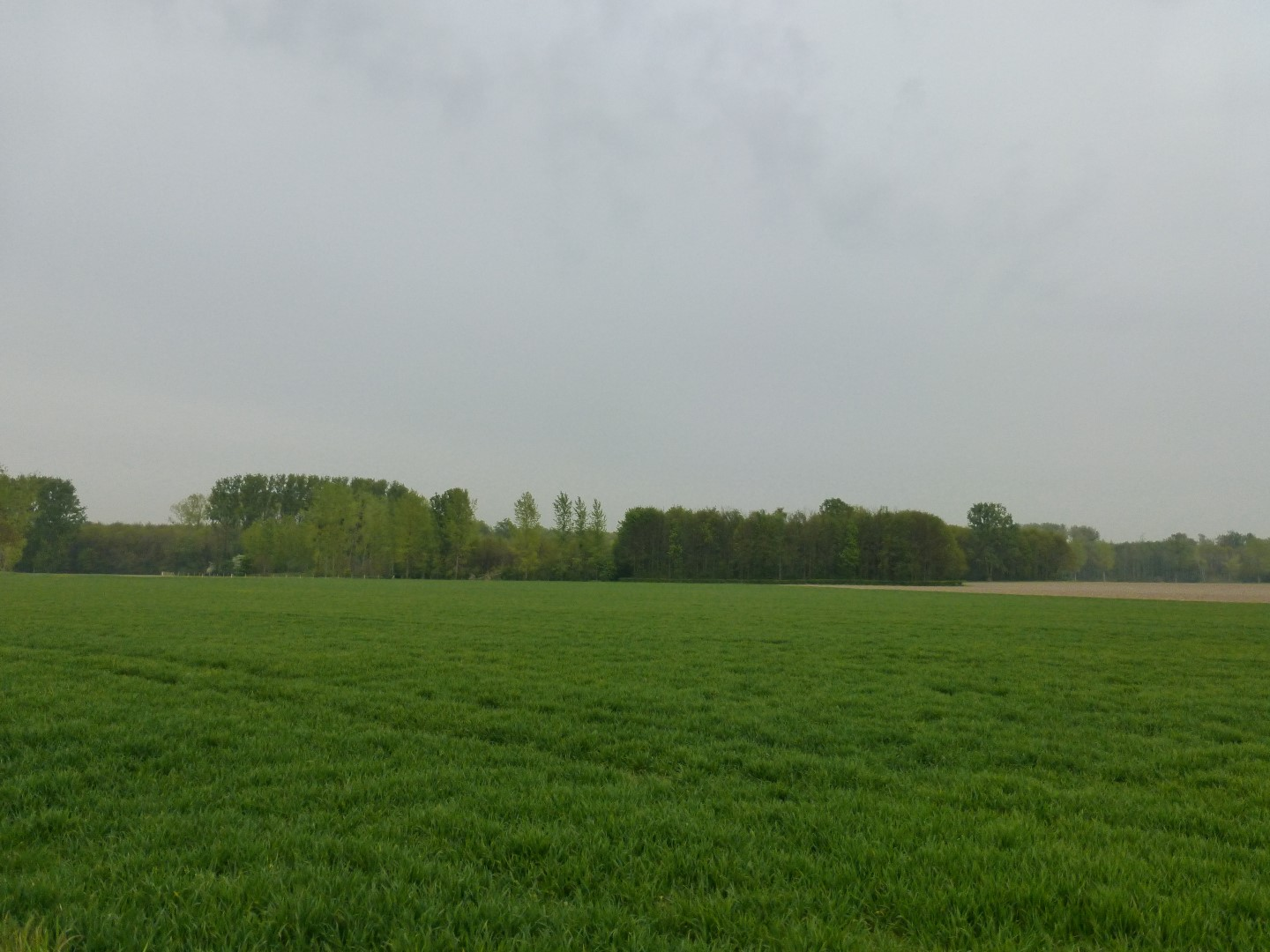
Bellevuebos
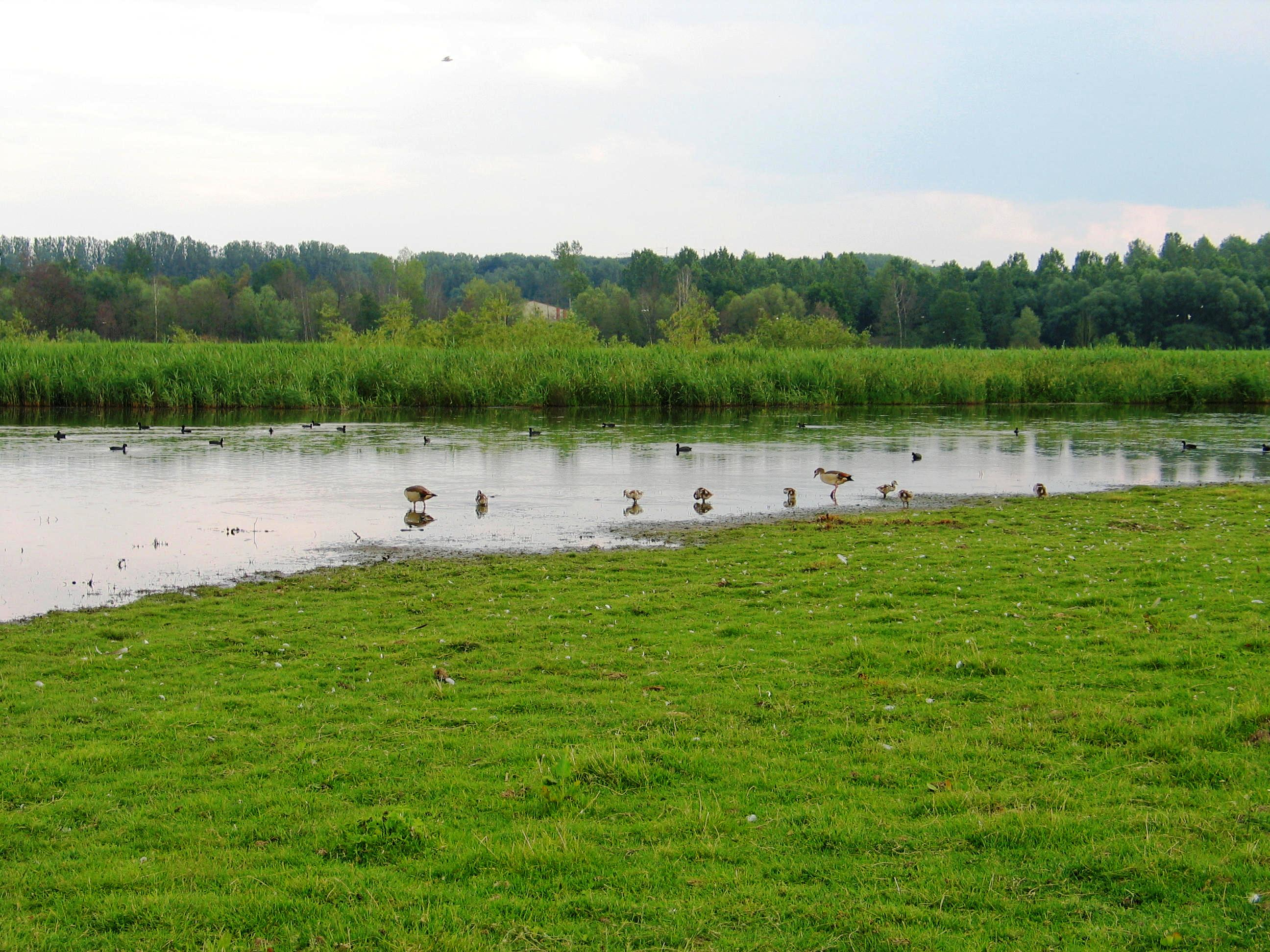
Het Vinne
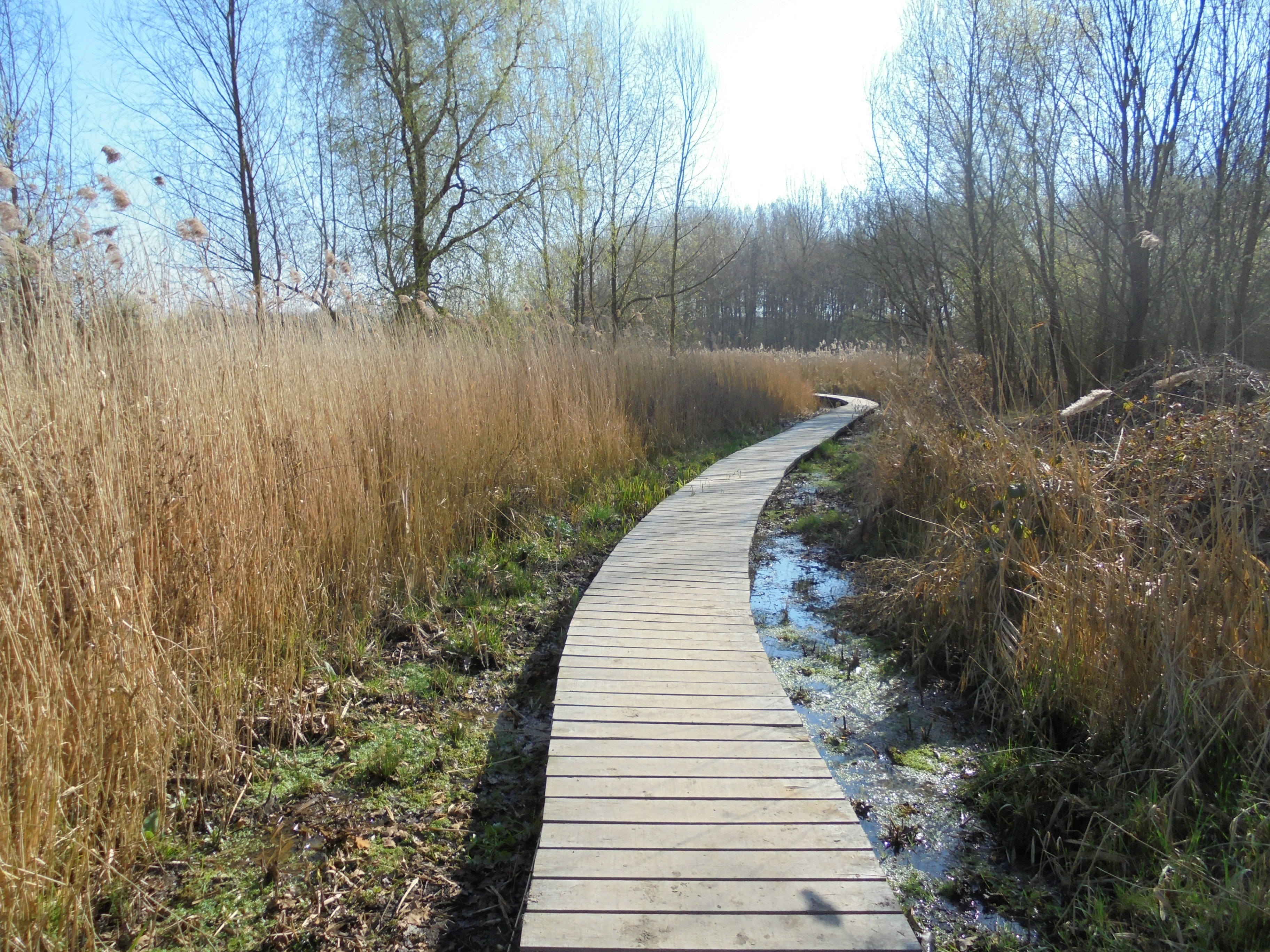
Het Vinne
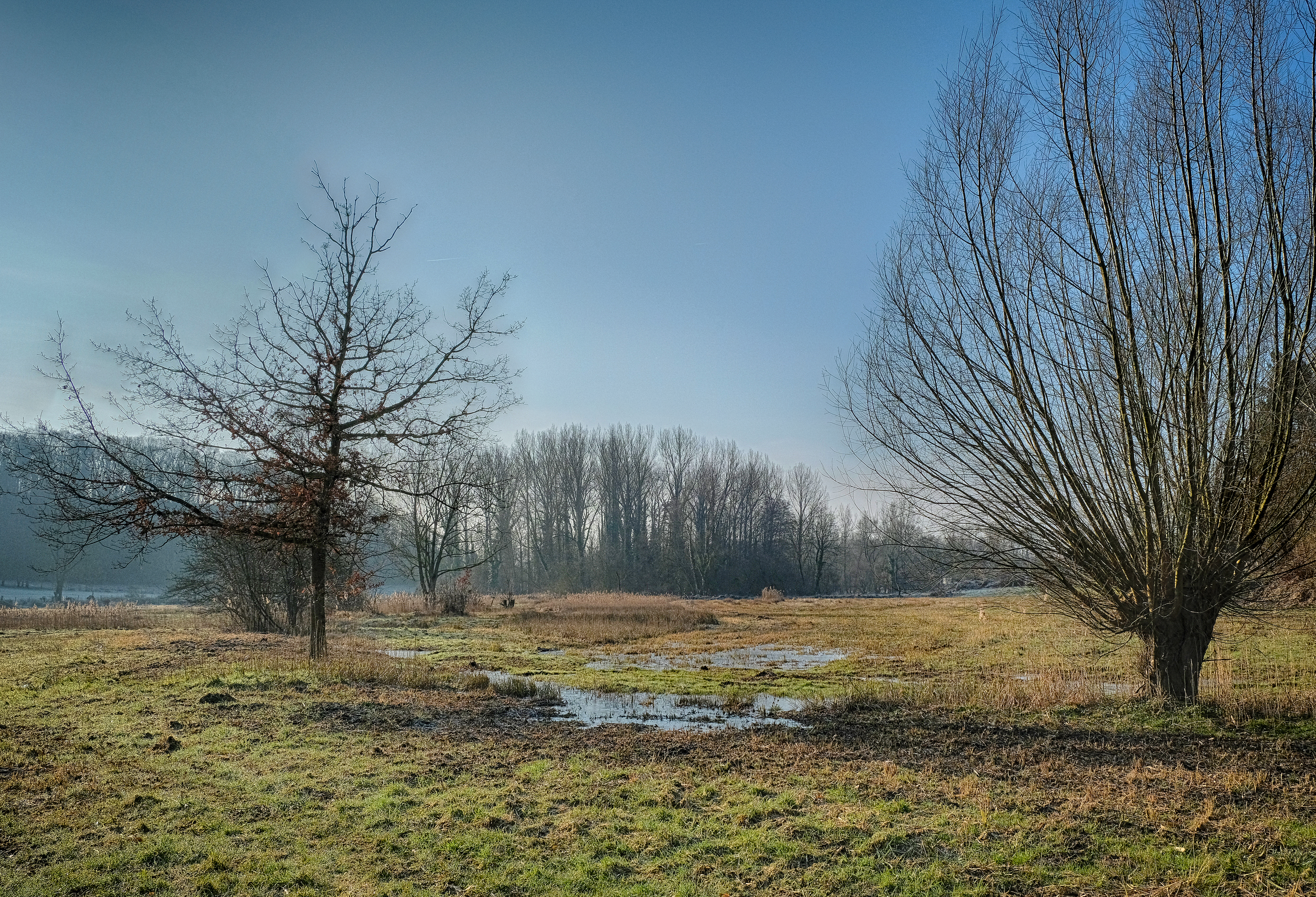
Overbroek-Egoven
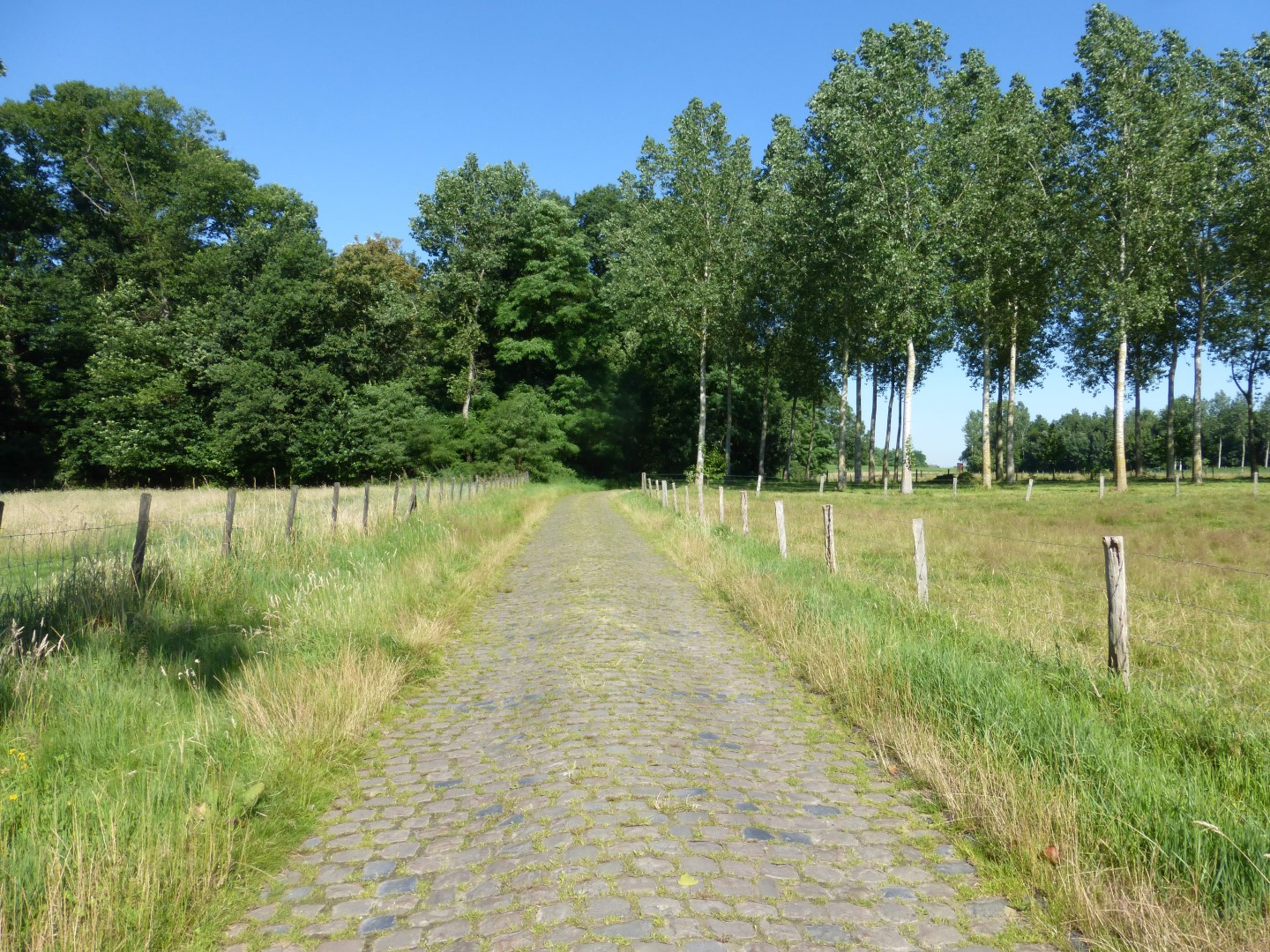
Zwartaardebos
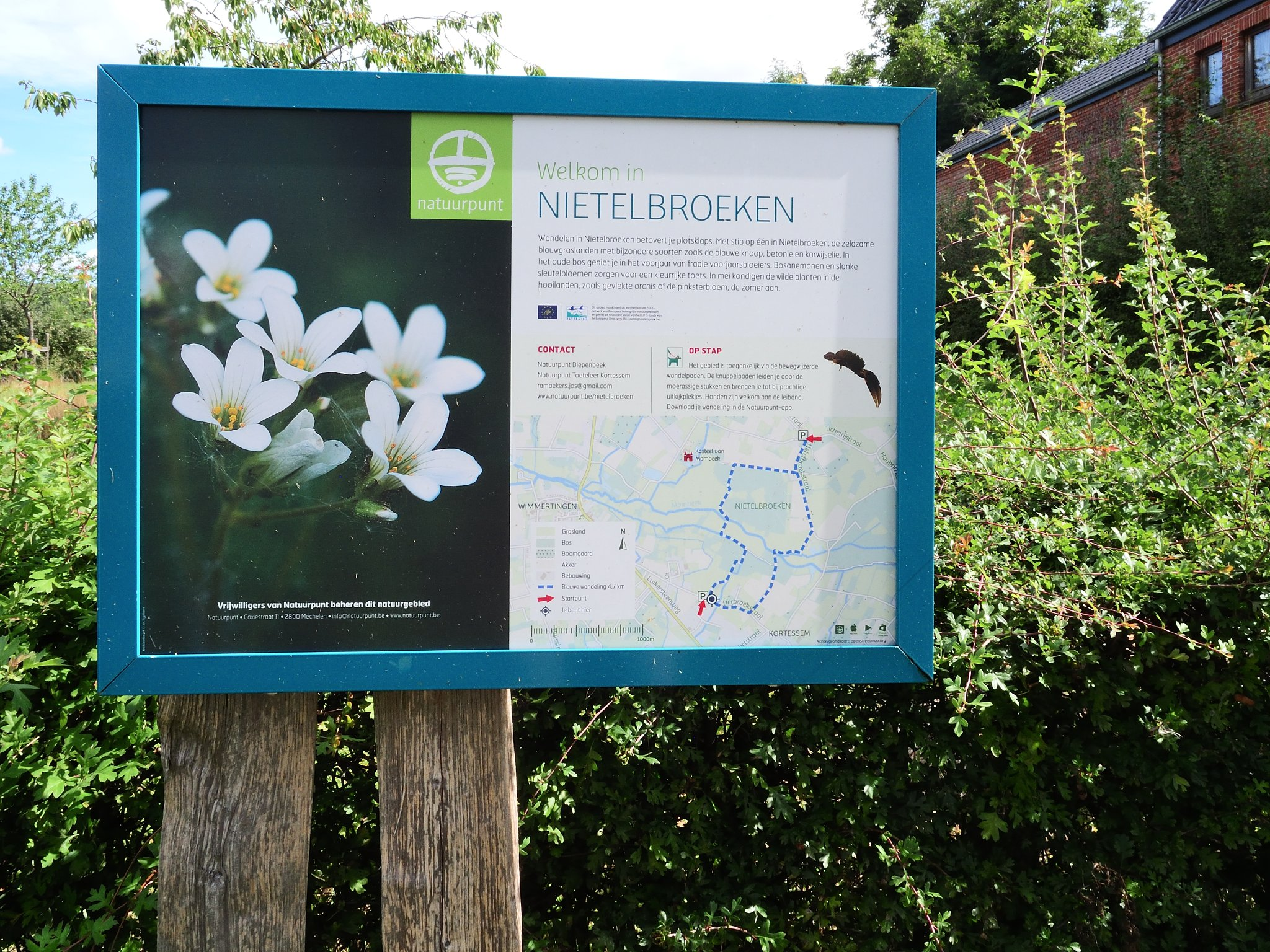
Nietelbroeken